# شعار إسبانيا
اعتمد شعار إسبانيا في 5 أكتوبر 1981، ومع ذلك له جذور تاريخية منذ قرون مضت، أقره القانون على شكله الحالي في هذا العام، وعندما أنشأ هذا الإصدار استبدل النسخة التي حلت محل شعار إسبانيا الفرانكوية، يظهر الشعار في العلم في الشريط الثاني من جهة اليسار بينما ترمز الصلبان الثلاث الموجودة في شعار إسبانيا إلى الثالوث المقدس في المسيحية الكاثوليكية نظراً إلى أن إسبانيا دولة مسيحية ذات أغلبية كاثوليكية ضخمة جداً.
الشعار الإسباني يرمز إلى الممالك القديمة من إسبانيا، وأيضاً التاج الملكي من إسبانيا ظهر مرتين، وأيضاً التاج الإمبراطوري من ألمانيا (آنذاك «الإمبراطورية الرومانية المقدسة» الرايخ الأول)، حمل الشعار الوطني الإسباني: عبارة بلاس الترا (باللاتينية: Plus Ultra)، وأعمدة هرقل مع تبين جغرافيا إسبانيا. وكما أن بعض شعارات تبنت شعارات متاثل مثل شعار الملك ووريث العرش وبعض المؤسسات مثل مجلس الشيوخ ومجلس الدولة أو المجلس العام للسلطة القضائية.

## الميزات
| الدروع | الممالك      | الموقع والتفاصيل            |
| ------ | ------------ | --------------------------- |
|        | مملكة قشتالة | الربع الأعلى من جهة اليمين. |
|        | مملكة ليون   | الربع الأعلى من جهة اليسار· |
|        | تاج أراغون   | الربع الأسفل من جهة اليسار. |
|        | مملكة نافارا | الربع الأسفل من جهة اليمين. |
|        | مملكة غرناطة | في الجزء الأسفل.            |

| الدروع | الأسم                                            | الموقع والتفاصيل |
| ------ | ------------------------------------------------ | --- |
|        | بيت بوربون (فرع آنجو)                            | في الوسط يتوسط شعار الممالك القديمة يأكد على سيطرة الأسرة على البلاد.                                                                  |
|        | أعمدة هرقل                                       | أسم القديم لمضيق جبل طارق، ويحمل أعمدة عبارة Plus Ultra التي تعني زيادة تتجاوز في اللاتينية·                                           |
|        | تاج الإمبراطوري (الإمبراطورية الرومانية المقدسة) | على أحد الأعمدة من جهة اليسار هو تاج ملك كارلوس الأول الذي كان إمبراطور روماني مقدس باسم كارل الخامس مؤكداً سيطرة هابسبورغ إلى إسبانيا· |
|        | تاج الملكي                                       | في القمة وعلى أحد الأعمدة من جهة اليمين هو تاج الملكي من إسبانيا·                                                                      |

| الدروع | الممالك      | الموقع والتفاصيل            |
| ------ | ------------ | --------------------------- |
|        | مملكة قشتالة | الربع الأعلى من جهة اليمين. |
|        | مملكة ليون   | الربع الأعلى من جهة اليسار· |
|        | تاج أراغون   | الربع الأسفل من جهة اليسار. |
|        | مملكة نافارا | الربع الأسفل من جهة اليمين. |
|        | مملكة غرناطة | في الجزء الأسفل.            |

| الدروع | الأسم                                            | الموقع والتفاصيل |
| ------ | ------------------------------------------------ | --- |
|        | بيت بوربون (فرع آنجو)                            | في الوسط يتوسط شعار الممالك القديمة يأكد على سيطرة الأسرة على البلاد.                                                                  |
|        | أعمدة هرقل                                       | أسم القديم لمضيق جبل طارق، ويحمل أعمدة عبارة Plus Ultra التي تعني زيادة تتجاوز في اللاتينية·                                           |
|        | تاج الإمبراطوري (الإمبراطورية الرومانية المقدسة) | على أحد الأعمدة من جهة اليسار هو تاج ملك كارلوس الأول الذي كان إمبراطور روماني مقدس باسم كارل الخامس مؤكداً سيطرة هابسبورغ إلى إسبانيا· |
|        | تاج الملكي                                       | في القمة وعلى أحد الأعمدة من جهة اليمين هو تاج الملكي من إسبانيا·                                                                      |